# Vers-en-Montagne
Vers-en-Montagne é uma comuna francesa na região administrativa de Borgonha-Franco-Condado, no departamento de Jura. Estende-se por uma área de 8,35 km². Em 2010 a comuna tinha 234 habitantes (densidade: 28 hab./km²).